# Jack Fox (actor)
Jack Fox es un actor británico de teatro y cine que creció en Londres y es parte de la dinastía Fox, el hijo de James Fox y sobrino de Robert Fox y Edward Fox.

## Biografía
Es hijo del actor James Fox y de Mary Elizabeth Piper, sus hermanos mayores son los actores Laurence Fox, Lydia Fox, Robin Fox y Thomas Fox. 
Sus tíos son el actor Edward Fox y el productor cinematográfíco Robert Fox, Sus primos son los actores Emilia Fox,  Freddie Fox y Lucy Arabella Fox, Vizcondesa de Gormanston. 
Sus abuelos paternos fueron Robin Fox, un agente de teatro y la actriz Angela Muriel Darita Worthington, media hermana del escritor Frances Donaldson. 
Su bisabuelo fue el dramaturgo Frederick Lonsdale y su tatarabuelo el empresario industrial Samson Fox.
También es familiar de las fallecidas actrices Lily Hanbury, su hermana mayor Hilda Hanbury, madre de su abuelo paterno, Robin y Mary Hanbury.
Se graduó con un título en Filosofía de la Universidad de Leeds y desde entonces ha pasado a protagonizar la película nominada a los Oscar, y ganador de un BAFTA, Theeb, el nominado al Globo de Oro National Geographic, Genius, con Geoffrey Rush y Johnny English protagonizada por Rowan Atkinson.

## Carrera
En el 2010 apareció como invitado en la serie Lewis donde interpretó a Alfie Wilkinson. La serie es protagonozada por su hermano Laurence Fox.
En el 2011 apareció en varios episodios de la serie Fresh Meat.
En el 2012 se anunció que Jack aparecería en la serie Privates donde dará vida al soldado White-Bowne.
En 2017 apareció como invitado en la serie Snatch donde interpretó a Beanie, el mixologista.

## Filmografía

### Serie de televisión
| Año         | Título                       | Personaje                 | Notas                                   |
| ----------- | ---------------------------- | ------------------------- | --------------------------------------- |
| 2019 - 2020 | Riviera                      | Nico Eltham               | 14 episodios, 1 sin acreditar           |
| 2019        | Los asesinatos de Midsomer   | Jude Deddington           | episodio "The Sting of Death"           |
| 2019        | Sanditon                     | Sir Edward Denham         | 3 temporadas                            |
| 2017        | Upstart Crow                 | Valentine                 | episodio "I Did Adore a Twinkling Star" |
| 2017        | Genius                       | Dr. Paul Weyland          | episodio "Einstein: chapter 7"          |
| 2017        | Snatch                       | Beanie                    | episodio "All That Glitters"            |
| 2014        | Our Zoo                      | Aldous Whittlington-Smith | episodio #1.5 - miniserie               |
| 2014        | Mr. Selfridge                | Jeremy                    | episodio #2.3                           |
| 2013        | Dracula                      | Alastair Harvey           | 3 episodios                             |
| 2013        | Privates                     | Soldado White-Bowne       | 5 episodios - miniserie                 |
| 2011 - 2013 | Fresh Meat                   | Ralph                     | 7 episodios                             |
| 2011        | Fresh Meat                   | Ralph                     | 3 episodios                             |
| 2010        | Lewis                        | Alfie Wilkinson           | episodio "Your Sudden Death Question"   |
| 2009        | Henry VIII: Mind of a Tyrant | Perkin Warbeck            | episodio "Prince 1485-1509"             |

### Películas
| Año  | Título                       | Personaje | Notas                                              |
| ---- | ---------------------------- | --------- | -------------------------------------------------- |
| 2008 | Beast                        | Robert    | junto a Edmund Kingsley & Esme Folley              |
| 2014 | Theeb                        | Edward    |                                                    |
| 2014 | Blood Moon                   | Wade      |                                                    |
| 2015 | The Messenger                | Mark      |                                                    |
| 2016 | Kids in Love                 | Lars      | junto a Will Poulter                               |
| 2018 | Johnny English Strikes Again | Geoffrey  | junto a Rowan Atkinson, Ben Miller, Olga Kurylenko |

### Cortos
| Año  | Título                   | Personaje |
| ---- | ------------------------ | --------- |
| 2011 | Beast                    | Robert    |
| 2012 | Hoorah                   | Dennis    |
| 2016 | The Daek Side of the Sun | Charlie   |